# Lasiini
Lasiini (лат.) — триба муравьёв из подсемейства формицины (Formicinae, Formicidae). Около 300 видов, включая общеизвестных чёрных садовых Lasius niger и медовых муравьёв Myrmecocystus.

## Описание
Как правило, мелкого размера земляные муравьи (менее 5 мм). Мандибулы с 4—11 зубцами (у самцов 1—8). Третий от вершины зубец мандибул обычно редуцирован. Максиллярные щупики у самок, рабочих и самцов состоят из 6 члеников, а лабиальные — из 4 (у части видов Acanthomyops, Acropyga, Cladomyrma и Myrmecocystus формула щупиков редуцирована: число члеников уменьшено). Места прикрепления усиков находятся у заднего края наличника. Метакоксы широко отделённые. Усики 7—12-члениковые у самок и рабочих и 10—13-члениковые у самцов. Часты случаи социального паразитизма, например, самка жёлтого пахучего муравья (Lasius umbratus), убив предварительно матку, может поселяться в гнезде чёрного садового муравья (Lasius niger). Группа дендробионтов представлена подродом  Dendrolasius.

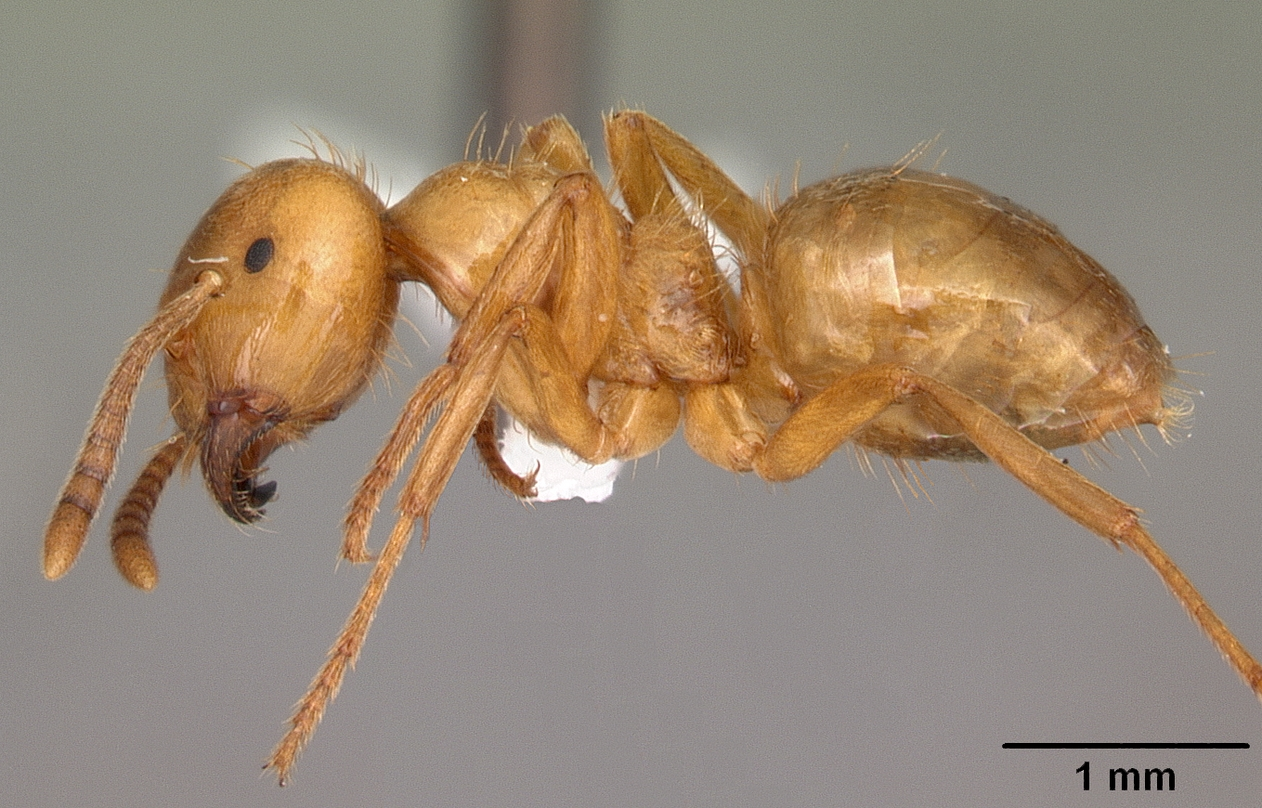
Lasius interjectus
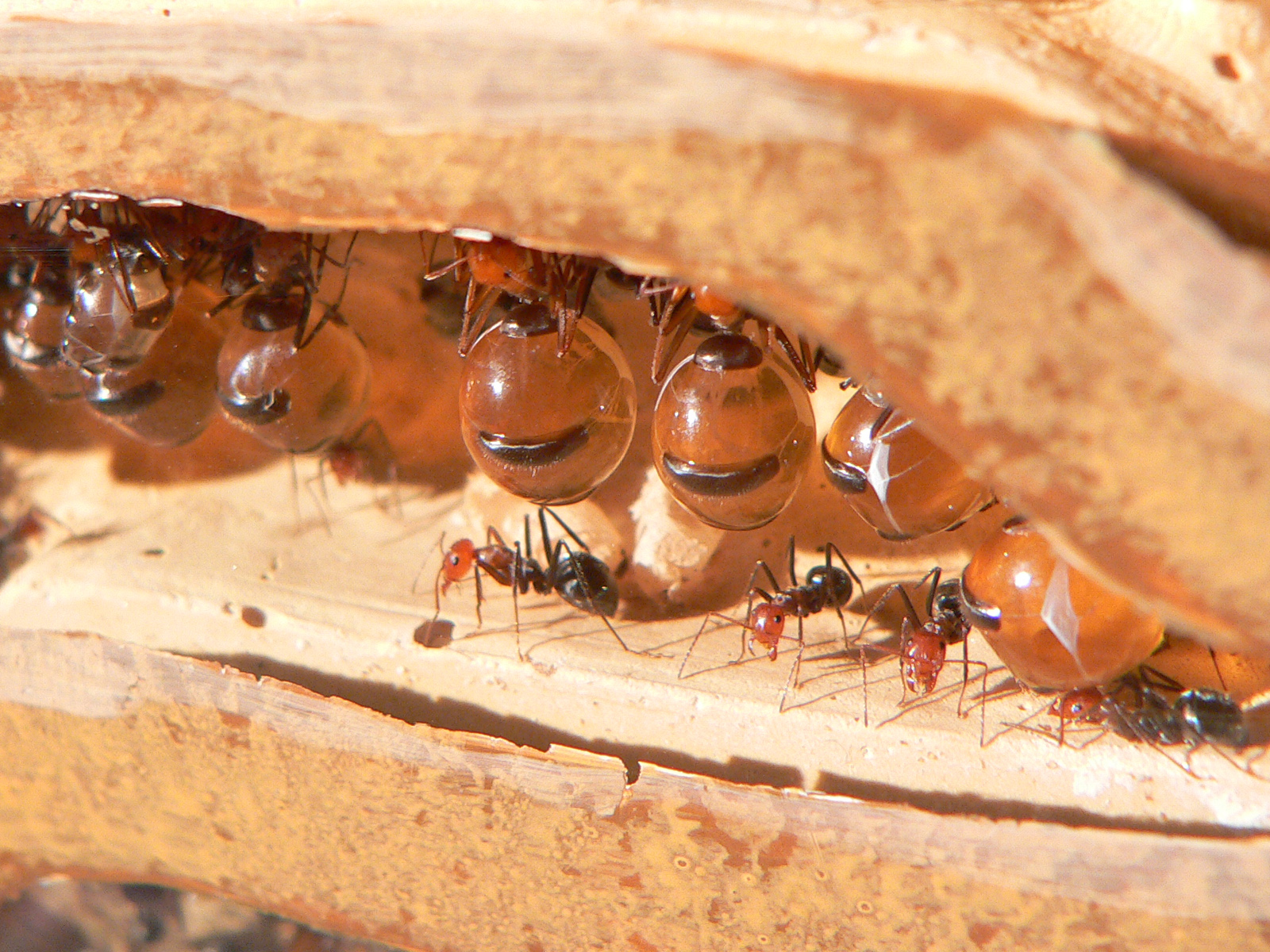
Myrmecocystus sp.

## Систематика и филогения
10 родов. Представители рода Acropyga обнаружены в миоценовом янтаре (Доминиканский янтарь), в том числе вместе с мирмекофильными червецами Electromyrmococcus, а род Lasius обнаружен в Балтийском эоценовом янтаре.
Анализ фиологенетических данных показал, что краун-группа трибы Lasiini возникла примерно в конце мелового периода на Евразийском континенте и делится на четыре морфологически различных клады: Cladomyrma, группу рода Lasius, группу рода Prenolepis и ранее не обнаруженную линию, которую в 2022 году назвали Metalasius, с одним сохранившимся видом M. myrmidon (=Lasius myrmidon) и один ископаемый вид † M. pumilus (=†Lasius pumilus). Краун-группа родовой группы Lasius значительно моложе, чем у группы рода Prenolepis, что указывает на то, что вымирание сыграло важную роль в эволюции первой клады. Сам Lasius делится на две хорошо поддерживаемые монофилетические группы, примерно одинаковые по видовому разнообразию. Временный социальный паразитизм и грибоводство возникали у Lasius дважды независимо друг от друга. Также выделен ископаемый род Sussudio с видом † S. boreus (=†Pseudolasius boreus). Оба рода, †Sussudio и †Glaphyromyrmex исключены из Lasiini, первый оставлен в неопределённом статусе incertae sedis в подсемействе, а второй перенесён в состав трибы Formicini. Также изменено систематическое положение двух таксонов: вид Lasius escamole синонимизирован с Liometopum apiculatum, а вид Paratrechina kohli перенесён в состав рода Anoplolepis (под новым именем A. kohli).
- Acropyga Roger, 1862
- Anoplolepis Santschi, 1914
- Cladomyrma Wheeler, W.M., 1920
- †Glaphyromyrmex Wheeler, W.M., 1915
- Lasiophanes Emery, 1895
- Lasius Fabricius, 1804 (=Donisthorpea)
  - Подрод Lasius Acanthomyops Mayr, 1862
- Myrmecocystus Wesmael, 1838
- Prolasius Forel, 1892
- Stigmacros Forel, 1905
- Teratomyrmex McAreavey, 1957